# Swetlana Chandohina
Swetlana Chandohina (* 20. November 1980) ist eine frühere belarussische Biathletin.
Swetlana Chandohina gab ihr internationales Debüt bei den Juniorenweltmeisterschaften 1999 in Pokljuka, wo sie 36. des Einzels wurde, Achte mit der Staffel und 24 des Sprint. Das Verfolgungsrennen beendete sie nicht. Mit weitaus mehr Erfolg startete sie bei den Juniorinnenrennen der Europameisterschaften 2000 in Kościelisko. Sie wurde Elfte des Einzels, gewann Silber mit der Staffel, Bronze im Sprint und wurde Neunte im Verfolgungsrennen. Kurz darauf nahm sie erneut bei den Juniorenweltmeisterschaften 2000 in Hochfilzen teil und verpasste eine weitere internationale Medaille als Vierte mit der Staffel nur knapp. Im Sprint wurde sie Zehnte, im Verfolgungsrennen 12. und im Einzel 22. Im weiteren Jahresverlauf startete Chandohina auch bei den Juniorinnenrennen der Sommerbiathlon-Weltmeisterschaften 2000 in Chanty-Mansijsk gewann sie Staffel-Silber und wurde 13. des Sprints und Achte der Verfolgung.
Ihr Debüt bei den Frauen gab Chandohina bei den Europameisterschaften 2001 in Haute-Maurienne. Die Belarussin wurde 28. des Einzels und 34. der Sprints, im Verfolgungsrennen schied sie als überrundete Läuferin aus. Weitere internationale Einsätze folgten erst wieder in der Saison 2003/04 im Europacup. Sie startete bei den Militär-Skiweltmeisterschaften 2004 in Östersund und lief auf den 37. Platz im Sprint. Im Militärpatrouillenrennen wurde sie mit der Vertretung von Belarus Achte. Die letzten Einsätze mit ihren zugleich größten internationalen Erfolgen hatte Chandohina bei den Sommerbiathlon-Weltmeisterschaften 2004 in Osrblie. An der Seite von Jekaterina Iwanowa, Ljudmila Kalintschyk und Wolha Nasarawa gewann sie als Startläuferin der Staffel den Weltmeisterschaftstitel, im Sprintrennen wurde sie hinter Wolha Nasarawa und Oksana Neupokojewa Dritte, im Verfolgungsrennen musste sie sich nur noch Nasarawa geschlagen geben. Einzig im Massenstartrennen verpasste Chandohina als Fünfte eine Medaille.